# Краглик Ульян Устимович
Ульян Устимович Краглик (1902 — ?) — український радянський діяч, завідувач Тернопільського обласного відділу народної освіти, директор Кременецького учительського інституту

## Життєпис
Закінчив Інститут червоної професури у Москві, здобув спеціальність історика.
У 1944—1950 роках — директор Кременецького учительського інституту Тернопільської області. Одночасно працював завідувачем кафедри історії цього ж інституту.
З 1950 року — завідувач Тернопільського обласного відділу народної освіти.
На 1955 рік — секретар виконавчого комітету Тернопільської обласної ради депутатів трудящих.

## Нагороди
- медаль «За трудову доблесть» (23.01.1948)